# ويليام والتون (لاعب كريكت)
ويليام والتون (بالإنجليزية: William Walton)‏ (31 أغسطس 1799 في المملكة المتحدة - 23 نوفمبر 1882 في المملكة المتحدة) هو لاعب كريكت بريطاني (وحمل سابقاً جنسية المملكة المتحدة لبريطانيا العظمى وأيرلندا ومملكة بريطانيا العظمى). لعب مع Kent county cricket teams ‏.

## وصلات خارجية
- ويليام والتون (لاعب كريكت) على موقع إي آس بي آن كريك إنفو (الإنجليزية)